# Idrisa Sambú
Idrisa Sidi Sambú (sinh ngày 27 tháng 3 năm 1998) là một cầu thủ bóng đá người Bồ Đào Nha thi đấu cho F.K. Spartak Moskva, ở vị trí tiền đạo.

## Sự nghiệp câu lạc bộ

### Porto
Vào ngày 2 tháng 4 năm 2015, Sambú có màn ra mắt với FC Porto B trong trận đấu tại Giải bóng đá hạng nhất quốc gia Bồ Đào Nha 2015–16 trước Académico Viseu.

### Spartak Moskva
Vào ngày 23 tháng 2 năm 2017, anh ký hợp đồng với câu lạc bộ tại Giải bóng đá ngoại hạng Nga F.K. Spartak Moskva.